# 1800년 미국 하원의원 선거
1800년 미국 하원의원 선거는 토머스 제퍼슨이 현직 대통령 존 애덤스를 꺾고 대통령에 당선되어 정권이 교체된 1800년 미국 대통령 선거와 비슷한 시기에 치러져, 68-38이라는 압도적인 차이로 민주공화당이 승리했다
제퍼슨과 민주공화당의 승리는 부분적으로 이민자와 치안, 언론출판의 자유를 보장하는 권리세를 축소하는 등의 애덤스 정부의 비인기 정책의 영향도 있었다.

## 선거 결과
| 정당       | 의석 수 |
| ---------- | ------- |
| 민주공화당 | 68석    |
| 연방당     | 38석    |
| 합계       | 106석   |